# Харухі
34°48′14″ пн. ш. 137°4′3″ сх. д. / 34.80389° пн. ш. 137.06750° сх. д.
Харухі (яп. 春日町, はるひちょう, МФА: [haɾuçi̥ t͡ɕoː]) — містечко в Японії, в повіті Нісі-Касуґай префектури Айті. Існувало протягом 1990 — 2009 років. Розташовувалося в південній частині префектури, на півдні Міно-Оварійської рівнини. Отримало статус містечка 1990 року. Площа становила 4,01 км². Станом на 2009 року населення становило 8374 осіб, густота населення — 2088 осіб/км². 1 жовтня 2009 року увійшло до складу міста Кійосу.